# SV Fortuna Leipzig 02
Der SV Fortuna Leipzig 02 ist ein deutscher Sportverein aus Leipzig. Er wurde am 29. Juni 1902 als Fußballverein gegründet. Heimstätte der Leipziger Fortunen ist der Fortuna-Sportpark, welcher am 2. November 1913 eingeweiht wurde und damals ca. 25.000 Zuschauern Platz bot (derzeit ca. 7000). Größte Erfolge sind der Einzug ins Viertelfinale um die deutsche Meisterschaft 1925/26 und das Erreichen des Sechzehntelfinales des DFB-Pokals 1942. Heute gibt es neben dem Fußball auch Sportarten wie Volleyball, Schach, Kegeln, Kraftsport, Rehasport und Gymnastik.
Insgesamt verfügt der Verein über mehrere Rasenplätze, eine Kegelbahnanlage und eigene Sporthalle, und liegt mit dem Fortuna Sportpark in unmittelbarer Nähe des Engelsdorfer und Paunsdorfer Wohngebietes.

## Fußball

Historisches Logo der BSG Lok Leipzig-Ost

Der SV Fortuna Leipzig wurde im Jahr 1902 als FC Fortuna Leipzig gegründet. 1904 schloss sich der FC Hohenzollern Sellerhausen an, ab 1920 agierte der Verein unter dem Namen SV Fortuna Leipzig. Bereits seit den Zwanziger Jahren war die Fortuna eine der führenden Fußballvereine in Sachsen. In der Spielzeit 1925/26 erreichte Fortuna Leipzig nach Siegen unter anderem gegen den Riesaer SV und den Chemnitzer Ballspielclub das Finale um die mitteldeutsche Meisterschaft, welches gegen den favorisierten Dresdner SC mit 0:3 verloren wurde.
Durch das 8:0 gewonnene Qualifikationsspiel gegen den FC Preussen Chemnitz qualifizierte sich die Fortuna im selben Jahr für die Endrunde zur deutschen Meisterschaft 1925/26. Im Stadion des Lokalrivalen Wacker Leipzig setzten sich die Sachsen im Achtelfinale gegen den FC Bayern München mit einem 2:0-Sieg durch, unterlagen aber im Viertelfinale dem Hamburger SV mit 2:6.

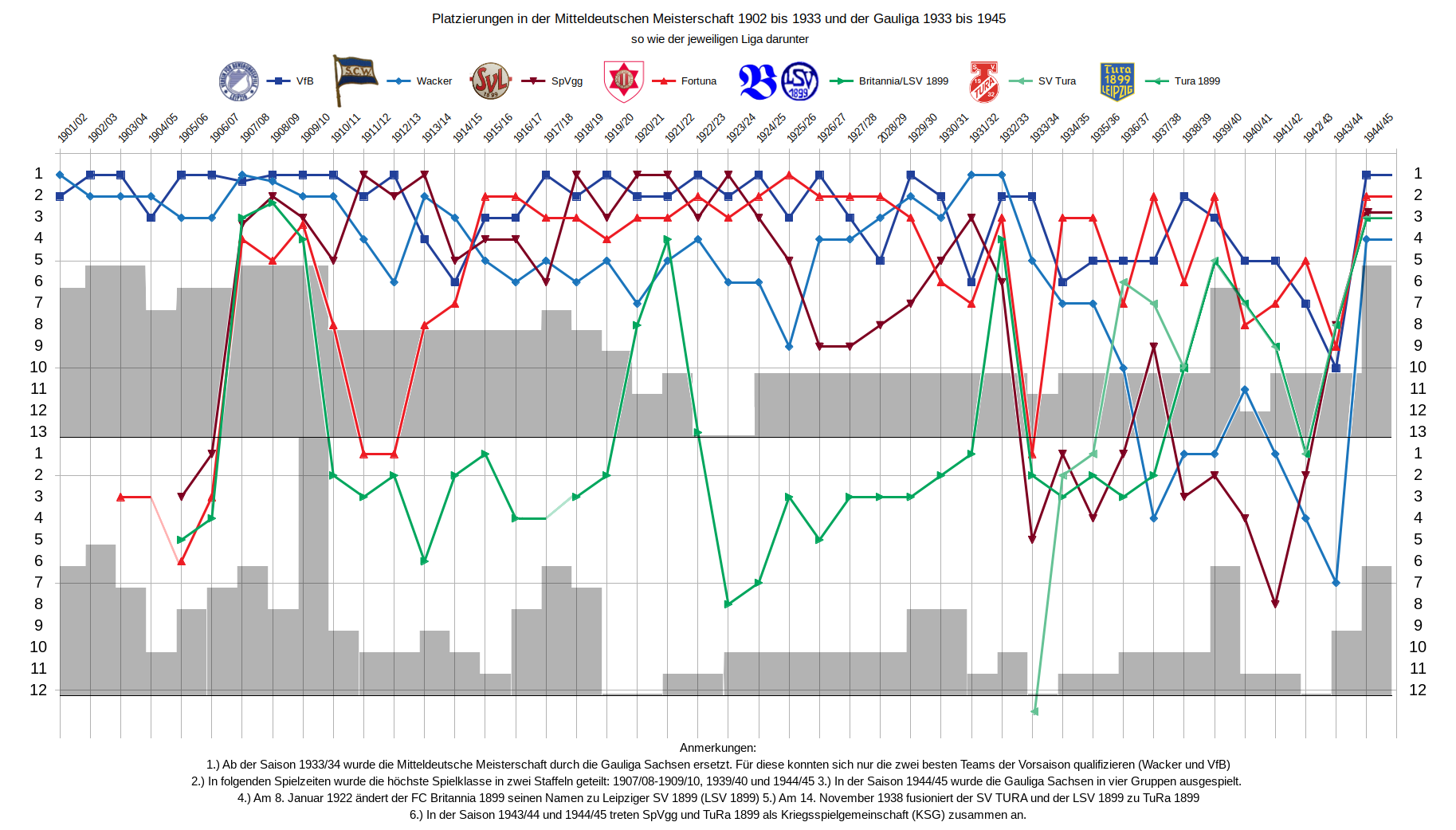
Diagramm mit Platzierungen wichtiger Leipziger Clubs in der Mitteldeutschen Meisterschaft und der Gauliga Sachsen zwischen 1901 und 1945

In der 1933 geschaffenen Gauliga Sachsen waren die Leipziger von 1934 bis zu deren Auflösung im Jahr 1945 permanent vertreten. Beste Platzierung war der zweite Platz in der Spielzeit 1937/38, in welcher man zwar den Favoriten Polizei SV Chemnitz hinter sich lassen konnte, aber nur hinter dem punktgleichen Überraschungsmeister BC Hartha einkam.
1945 trat Fortuna Leipzig mit dem SV Tapfer Leipzig kurzzeitig als KSG Fortuna/Tapfer Leipzig an. Nach Kriegsende wurde der Verein aufgelöst und als SG Paunsdorf neu gegründet. Sportlich konnte Paunsdorf nicht mehr an die Vorkriegsleistungen anknüpfen. In der Leipziger Liga mit 3 Staffeln kam es zum sofortigen Abstieg. Nach Aufstieg bedeutete der 8. Platz den erneuten Abstieg. Als es zur Neuordnung der Leistungsklassen in Leipzig u. Sachsen kam spielten die Nachfolger von Fortuna keine Rolle u. in der Kreisklasse. Selbst auch in der Folgezeit standen wieder Umbenennungen an, 1948 in RAW-Transportpolizei Leipzig sowie ab 1949 in RAW-Polygraph Leipzig. Im Jahr 1950 wurde eine weitere Namensänderung in BSG Lokomotive Ost Leipzig vollzogen u. vorerst weiter in der 1. Kreisklasse gespielt.
Sportlich stieg Lok Ost Leipzig 1956 von der Bezirksklasse Leipzig in die Bezirksliga auf. Auch aus dieser gelang der sofortige Aufstieg in die II. DDR-Liga. Aus der damals dritthöchsten Spielklasse mussten die Leipziger nach nur einer Spielzeit wieder absteigen. Auch 1962 stieg Lok Ost wieder in die II. DDR-Liga auf. Am Ende der Saison belegten die Eisenbahner den 11. Rang, welcher ein Jahr zuvor noch den Klassenerhalt bedeutet hätte. Durch eine erneute Ligareform im DDR-Fußball – die II. DDR-Liga wurde aufgelöst – mussten die Kicker aus Paunsdorf in der Folgesaison erneut in der Bezirksliga um Punkte kämpfen. Nach mehreren Jahren Bezirksliga stiegen die Leipziger 1971 gemeinsam mit Vorwärts Leipzig erstmals in die DDR-Liga auf. Erneut erwies sich der überregionale Fußball für Lok Ost als eine Nummer zu groß und der Verein trat zusammen mit Chemie Buna Schkopau den Gang zurück in die Drittklassigkeit an.

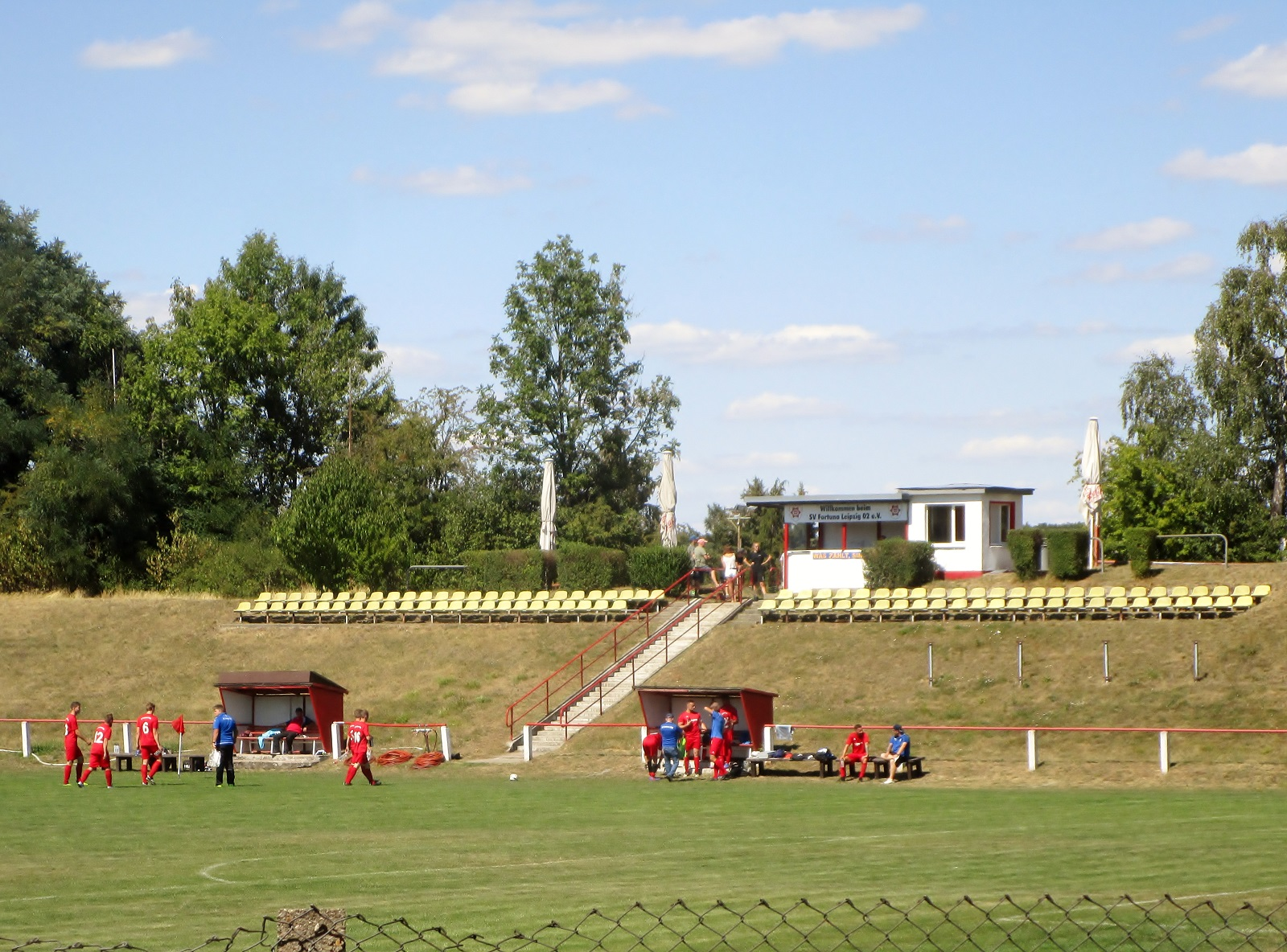
Fortuna-Sportpark (2022)

1974 meldete sich Lok Ost zum letzten Mal im höherklassigen Fußball zurück. Nachdem vor der zweiten Vertretung von der BSG Chemie Leipzig der erneute Aufstieg erreicht wurde, konnte auch diesmal der Klassenerhalt nicht realisiert werden. Im Anschluss verschwand der Verein in der Versenkung. Nach der Wende nahmen die Leipziger wieder ihren historischen Namen Fortuna an. Die Fortuna war seitdem stets vergeblich um den Aufstieg in die Landesliga Sachsen bemüht. Nach dem Abstieg aus der Bezirksliga in der Saison 2006/07 spielte Fortuna Leipzig bis zum Ende der Saison 2010/11 in der Bezirksklasse. Mittlerweile nur noch in der Stadtoberliga Leipzig am Ball, stand die Fortuna nach Abschluss der Hinrunde 2011/12 erneut auf einem Abstiegsplatz, konnte die Klasse nach der Rückrunde mit einem 13. Platz jedoch halten. 2012/13 stieg die Mannschaft jedoch als Tabellenletzter in die neuntklassige Stadtklasse ab.
Statistik
- Teilnahme Endrunde deutsche Meisterschaft: 1925/26 (Viertelfinale)
- Finalist mitteldeutsche Meisterschaft: 1925/26
- Sechzehntelfinale DFB-Pokal 1942
- Teilnahme DDR-Liga: 1971/72, 1974/75
- Teilnahme II. DDR-Liga: 1958, 1962/63
- Ewige Tabelle der DDR-Liga: Rang 170

## Eishockey
Ab Sommer 2005 gab es unter dem Dach des SV Fortuna Leipzig eine Eishockeyabteilung, die als Kooperationspartner für die Blue Lions Leipzig den Spielbetrieb für die Nachwuchsmannschaften und die Amateurmannschaft organisierte. Vor Beginn der Saison 2012/13 trat ein Großteil der Aktiven vom SV Fortuna zum Leipziger Eissportclub e. V. über, der damit als neuer Kooperationspartner der Oberliga-Mannschaft Icefighters agiert.
Die Abteilung Eishockey ist mittlerweile aufgelöst.

## Feldhandball
Die Feldhandball-Abteilung der Männer und Frauen spielten in den 1930er-Jahren in der erstklassigen Handball-Gauliga Sachsen. Die Frauenmannschaft erreichte insgesamt fünf Gaumeisterschaften, welche zur Teilnahme an der Deutschen Feldhandball-Meisterschaft der Frauen berechtigte. Dort erreichte Leipzig 1934 und 1935 das Halbfinale.